# Poienile
Poienile – wieś w Rumunii, w okręgu Dolj, w gminie Bulzești. W 2011 roku liczyła 24 mieszkańców.